# 나부야 나부야
"나부야 나부야"(영어: Butterfly)는 대한민국에서 제작된 최정우 감독의 2018년 다큐멘터리 영화이다. 또한 나부야 나부야에는 이종수 등이 주연으로 출연하였다.

## 출연

### 주연
- 이종수
- 김순규